# Daxata lepesmei
Daxata lepesmei är en skalbaggsart som beskrevs av Stefan von Breuning 1961. Daxata lepesmei ingår i släktet Daxata och familjen långhorningar.
Artens utbredningsområde är Laos. Inga underarter finns listade i Catalogue of Life.